# Hernádkak
Hernádkak ist eine ungarische Gemeinde im Kreis Miskolc im Komitat Borsod-Abaúj-Zemplén. Zur Gemeinde gehört der südwestlich gelegene Ortsteil Belegrád.

## Geografische Lage
Hernádkak liegt in Nordungarn am linken Ufer des Flusses Hernád, 15 Kilometer östlich des Komitatssitzes Miskolc. Die Nachbargemeinden sind Bőcs in acht Kilometer, Gesztely in ein Kilometer und Hernádnémeti in vier Kilometer Entfernung; die nächste Stadt Felsőzsolca liegt zehn Kilometer westlich von Hernádkak.

## Geschichte
Im Jahr 1913 gab es in der damaligen Kleingemeinde 130 Häuser und 796 Einwohner auf einer Fläche von 1780 Katastraljochen. Sie gehörte zu dieser Zeit zum Bezirk Szerencs im Komitat Zemplén.

## Sehenswürdigkeiten
- Reformierte Kirche, erbaut 1938–1939
- Römisch-katholische Kirche Szűz Mária Szeplőtelen Szive

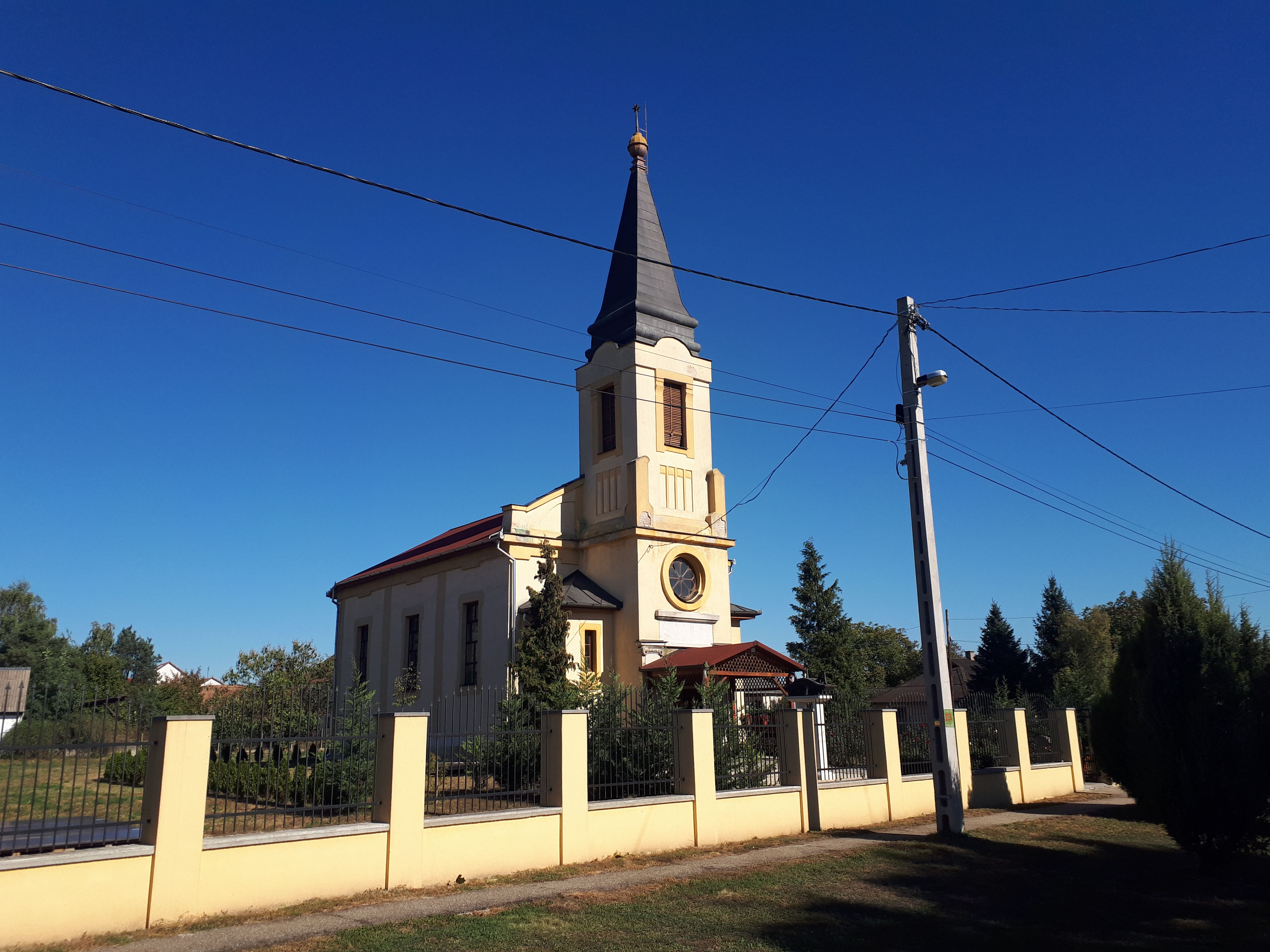
Reformierte Kirche

## Verkehr
In Hernádkak kreuzen sich die Hauptstraße Nr. 37 und die Landstraße Nr. 3607. Es bestehen Busverbindungen nach Gesztely, nach Miskolc sowie über Hernádnémeti, Bőcs, Sajóhídvég und Girincs nach Kesznyéten. Die nächstgelegenen Bahnhöfe befinden sich nordwestlich in Onga und südlich in Hernádnémeti-Bőcs.